# Manifiesto de Montecristi

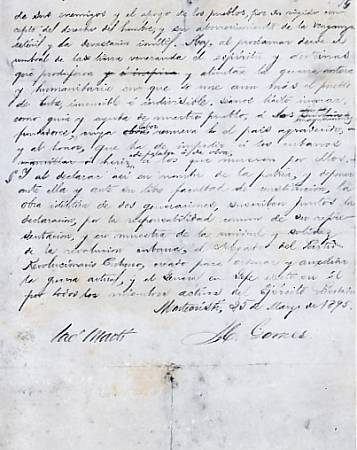
Documento firmado por José Martí y Máximo Gómez.

El Manifiesto de Monte Cristi es un documento oficial del Partido Revolucionario Cubano en el que se exponen las ideas en las que se basó José Martí para organizar la guerra de independencia cubana de 1895. Fue firmado por José Martí y Máximo Gómez el 25 de marzo de 1895 en la localidad de Monte Cristi (República Dominicana).
En este documento quedan expuestas de manera clara, las causas por las que el pueblo de Cuba se lanzaba a la lucha. Aclara también que la guerra de liberación no era contra el pueblo español, sino contra el régimen colonial existente en la isla durante más de tres siglos.

## Historia
Iniciadas ya las hostilidades contra el poder colonial español el 24 de febrero de 1895 (mediante el Grito de Baire, origen de la fase definitiva de las guerras de Cuba por su independencia), en aquel manifiesto se hacía un llamamiento al levantamiento en armas de la población cubana contra el gobierno español y, asimismo, se detallaba el programa del movimiento revolucionario cubano.
En él se plasmaban las ideas esenciales del nacionalismo defendido por Martí: la denuncia del mantenimiento del orden colonial, el sentimiento antiimperialista, la reivindicación de la sangre derramada en la guerra de los Diez Años (1868-1878), la apelación a la voluntad nacional y la mentalidad abierta hacia los componentes étnicos y culturales en favor del mestizaje. En este sentido, el manifiesto tendía la mano a los españoles de la isla, dirigiéndose a ellos en los siguientes términos: “Los cubanos empezamos la guerra, y los cubanos y los españoles la terminaremos. No nos maltraten, y no se les maltratará. Respeten, y se les respetará. Al acero responda el acero, y la amistad a la amistad”. Ambos líderes, una vez en Cuba, se convirtieron desde el 6 de mayo en las más altas autoridades de la revolución: José Julián Martí como jefe supremo de la misma y Máximo Gómez como general en jefe de las fuerzas independentistas.
El nombre de la proclama ha sido transcrito generalmente por error con una única palabra cuando su denominación correcta debería de ser “manifiesto de Monte Cristi”, dado que ese es el verdadero nombre de la ciudad desde donde se dio a conocer.